# 요코하마 그리츠
요코하마 그리츠(横浜グリッツ)는 일본의 프로 아이스하키 선수단으로 아시아리그 아이스하키에 참가하고 있다. 현재 가나가와현 요코하마시를 연고지로 두고 있고 홈 경기장은 KOSE 스케이트 센터이다.

## 역사
2019년 5월, 창단했다.
2020년 6월 2일, 아시아리그 아이스하키에 2020-21시즌부터 참가하는 것으로 확정되었다. 그러나 코로나19 범유행으로 인해 시즌이 취소되었다.
2022년 7월 25일, 아시아리그 아이스하키 2022-23시즌에 참가하는 것으로 확정되었다.

## 성적

### 아시아리그 아이스하키
| 시즌    | 결과      | 결과       | 비고  |
| 시즌    | 정규 시즌 | 플레이오프 | 비고  |
| ------- | --------- | ---------- | ----- |
| 2020-21 | x         | x          | 취소. |
| 2021-22 | x         | x          | 취소. |
| 2022-23 |           |            |       |

### 아이스하키 재팬 컵
| 시즌    | 결과      | 결과       | 비고         |
| 시즌    | 정규 시즌 | 플레이오프 | 비고         |
| ------- | --------- | ---------- | ------------ |
| 2020-21 | 5위       | x          | PO 없는 시즌 |
| 2021-22 | 5위       | x          |              |

## 우승 기록
- 아시아리그 아이스하키
  - 0회
- 아이스하키 재팬 컵
  - 0회